# Мюльхаузен (Крайхгау)
Мю́льхаузен (нем. Mühlhausen) — община в Германии, в земле Баден-Вюртемберг.
Подчиняется административному округу Административный округ Хейдельберг. Входит в состав района Рейн-Неккар. Население составляет 8245 человек (на 31 декабря 2010 года). Занимает площадь 15,31 км².
Коммуна подразделяется на 3 сельских округа.